# وليم آدمسون
وليم آدمسون (بالإنجليزية: William Adamson)‏ (2 إبريل 1863م - 23 فبراير 1936م) هو زعيم نقابي وسياسي عمالي اسكتلندي. كان زعيم حزب العمال في الفترة من 1917م إلى 1921م وكان وزير الخارجية الاسكتلندي عام 1924م وبين عامي 1929م و1931م في أول فترتين من حكم العمال تحت رئاسة رامزي ماكدونالد.

## عمله السياسي
بسبب نشاطه في حزب العمال الجديد، رُشّح آدمسون لأول مرة لعضوية البرلمان عن غرب فايف في الانتخابات العامة في ديسمبر 1910م. وأصبح زعيم الحزب عام 1917م، وهو المنصب الذي تولاه حتى 1921م. في عام 1918م حلف يمين المجلس الملكي الخاص. أصبح وزير خارجية اسكتلندا عام 1924م، وبين عامي 1929م و1931م تحت حكم العمال برئاسة رامزي ماكدونالد.